# 馬爾科姆·古德溫
馬爾科姆·古德溫（英語：Malcolm Goodwin，1982年11月28日—），美國男演員，知名於電視劇《我是殭屍》（2015年至2019年）以及《神隱任務》第一季（2022年、2023年；第二季客串）的主演。

## 生平
馬爾科姆·古德溫生於紐約州紐約市。對表演的熱愛始於紐約市的朱莉婭·里奇曼人才無限計劃（Julia Richman Talent Unlimited Program），後來到紐約州立大學採購分校接受培訓，獲得戲劇藝術和電影學士學位。
古德溫執導並製作了許多獨立的廣告、小品、短片、MV和公共廣告。曾在各知名電影、電視劇中扮演小角色，如電影《美國黑幫》（2007年）、《愛情達陣》（2008年）、《教練報到》（2008年）、《出獄一團糟》（2010年），以及電視劇《底特律警事》（2010年）和《脱狱之王》（2011年至2012年）。
2015年，古德溫主演人氣電視劇《我是殭屍》；2022年主演《神隱任務》第一季。他亦出演Netflix劇集《亞瑟家的沒落》。

## 外部連結
- 馬爾科姆·古德溫在互联网电影资料库（IMDb）上的資料（英文）